# Catherine Rich
Catherine Rich, nata Catherine Simone Henriette Marie Renaudin (Parigi, 10 giugno 1932 – Parigi, 18 gennaio 2021), è stata un'attrice francese.

## Biografia
Attrice professionista dalla fine degli anni sessanta, Catherine Rich iniziò a recitare per il grande schermo, dedicandosi in seguito anche alla carriera teatrale. Il suo talento non passò inosservato alla televisione dove, a partire dalla prima metà degli anni settanta, l'attrice lavorò prevalentemente, pur non tralasciando il teatro e concedendosi sporadicamente ruoli cinematografici.
Sposò Claude Rich nel 1959; dalla loro unione nacquero due figlie: Delphine Rich, che ha seguito le orme dei genitori, e Nathalie Rich, che ha intrapreso l'attività artistica nella fotografia e nella pittura.
Dopo il suo matrimonio con Rich, l'attrice assunse il cognome del marito anche in ambito professionale, venendo accreditata come Catherine Rich per tutta la durata della sua carriera, che la vide spesso protagonista in ruoli a carattere drammatico, genere nel quale si è maggiormente distinta, soprattutto in diversi film per la televisione.

## Filmografia parziale
- La meravigliosa amante di Adolphe (Adolphe, ou l'âge tendre), regia di Bernard Toublanc-Michel (1968)
- L'assassino ha prenotato la tua morte (Le Temps de mourir), regia di André Farwagi (1970)
- Maguy (1985) - serie TV - 1 episodio
- Capitan Conan (Capitaine Conan), regia di Bertrand Tavernier (1996)

## Doppiatrici italiane
- Marzia Ubaldi in Capitan Conan